# 赤柏松古城
赤柏松古城，又名赤柏松山城，位于中国吉林省通化市通化县快大茂镇向前村，是一座主要使用于西汉时期的古城。有学者推断其为汉朝玄菟郡下辖的西盖马县或上殷台县所在地。2013年被中华人民共和国国务院公布为第七批全国重点文物保护单位。据《长城保护条例》受保护，类型为古遗址。

## 建筑
赤柏松古城位于吉林省通化市通化县，因临近赤柏松村而得名。古城遗址地处浑江一级支流蝲蛄河畔，在大都岭河汇入蝲蛄河旁的一片北高南低的低矮台地上。古城遗址平面为一不规则的四边形，周长约1053米，开有城门四处。在城的东北、西南和东南角各有一圆台，其中东南角的圆台直径约10米，剩下两处直接约7米，推测为角楼遗址。在勘探工作中还发现城内有水井一处，和各类型房址多处。

## 出土遗物
赤柏松古城内出土了大量的陶土建筑构建和生活用具等，以及铁钁、铁锸、铁镰等生产工具，铁矛、铁镞、铁甲片等兵器，马衔、车輨等车马具和日常生活所用的铁权、铁环、铁钉等金属器。从出土遗物的形制上看具有明显的汉文化风格。

## 年代及争议
根据筑城风格和出土遗物分析赤柏松古城的使用年代应为西汉中晚期至东汉。结合史料记载，古城可能为西汉时玄菟郡第一次内迁后下辖的上殷台县故址。遗址可分为两期，一期普遍被毁坏后二次重建，而二期使用的时间很短。推测高句丽政权兴起后蚕食汉朝玄菟郡，夺取了这座城池，其后并未沿用。